# Абзаново (Зіанчуринський район)
Абза́ново (рос. Абзаново, башк. Абҙан) — село у складі Зіанчуринського району Башкортостану, Росія. Адміністративний центр Абзановської сільської ради.
Населення — 882 особи (2010; 973 в 2002).
Національний склад:
- башкири — 91%